# Strephonota jactator
Espèce
Strephonota jactator est une espèce de papillons de la famille des Lycaenidae, de la sous-famille des Theclinae et du genre Strephonota.

## Dénomination
Strephonota jactator a été décrit par Herbert Druce en 1907 sous le nom de Thecla jactator.
Synonyme : Thecla talboti Lathy, 1936.

## Description
Strephonota jactator est un petit papillon avec une fine et longue queue à chaque aile postérieure.
Le dessus est bleu avec aux ailes antérieures l'apex, le bord costal et le bord externe noir ce qui ne laisse qu'une plage bleu le long du bord interne.
Le revers est gris foncé orné d'une ligne postdiscale blanche doublée de noir, avec aux ailes postérieures deux ocelles rougedont un en position anale.

## Écologie et distribution
Strephonota jactator est présent au Paraguay,.

### Protection
Pas de statut de protection particulier.